# Katarzyna Rogowiec

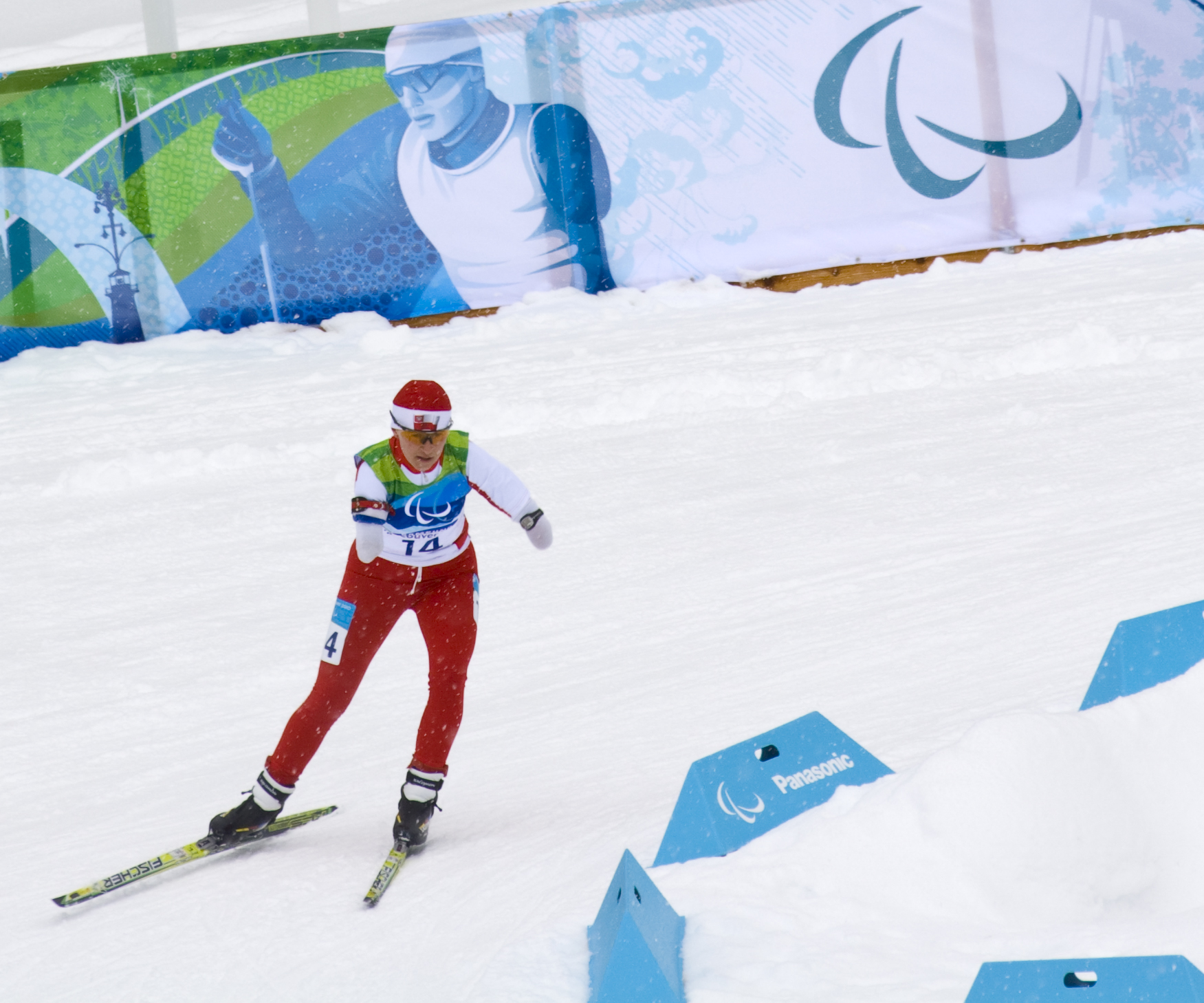
Katarzyna Rogowiec, 2010

Katarzyna Rogowiec (* 14. Oktober 1977 in Rabka-Zdrój) ist eine polnische Paralympionikin im Skilanglauf. Sie gewann die Weltmeisterschaften 2005 12,5 km Biathlon und 2011 über 5 km.

## Leben
Katarzyna Rogowiec wurde im polnischen Kurort Rabka-Zdrój geboren. Mit drei Jahren verlor sie bei einem Unfall mit einer Erntemaschine beide Hände. Sie besuchte das II. Allgemeinbildende Gymnasium in Rabka-Zdrój. 2001 schloss sie ihr Studium der öffentlichen Finanzen an der Wirtschaftsuniversität Krakau (Akademia Ekonomiczna w Krakowie) ab. Weiterhin besuchte sie 2005 erfolgreich ein Aufbaustudium der Personalmanagementhochschule in Warschau (Wyższa Szkoła Zarządzania Personelem w Warszawie).
2008 nahm sie an einer Expedition der Stiftung für geistig Behinderte Mimo Wszystko (trotz allem) zum Kilimandscharo teil.
Im Januar 2009 wurde Katarzyna Rogowiec für drei Jahre Mitglied der World Anti-Doping Agency (WADA). 2013 wurde ihre Tochter geboren.

## Sportliche Leistungen
Katarzyna Rogowiec trainiert im Klub Start in Nowy Sącz und ist seit 2002 Teil der polnischen Nationalmannschaft.

### Paralympics
2002: Winter-Paralympics in Salt Lake City:
- 4. Platz im 5-km-Lauf, klassisch

2006: Winter-Paralympics in Turin
- 1. Platz im 5-km-Lauf, Freistil
- 1. Platz im 15-km-Lauf, klassisch
- 4. Platz im 10-km-Lauf, klassisch
- 4. und 6. Platz im Biathlon über 7,5 und 12,5 km
- 6. Platz in der Frauenstaffel

2010: Winter-Paralympics in Vancouver
- 3. Platz im 15-km-Lauf, Freistil
- 4. Platz im Biathlon über 12,5 km
- 5. Platz in Sprint Verfolgung
- 6. Platz in der Frauenstaffel

### Weltmeisterschaften
2003: Weltmeisterschaften in Baiersbronn
- 3. Platz im 10-km-Lauf, klassisch
- 3. Platz im 15-km-Lauf, Freistil
- 3. Platz im Staffellauf

2005: Weltmeisterschaften in Fort Kent
- 1. Platz im Biathlonlauf über 12,5 km
- 2. Platz im Biathlonlauf über 7,5 km
- 3. Platz im 5-km-Lauf, klassisch
- 3. Platz im 10-km-Lauf, Verfolgung

2009: Weltmeisterschaften in Fort Vuokatti
- 4. Platz im 5-km-Lauf, Freistil
- 7. Platz im Sprint, klassisch

2011: Weltmeisterschaften in Chanty-Mansijsk 
- 1. Platz im 5-km-Lauf, klassisch
- 2. Platz im Sprint, individuell
- 2. Platz im Sprint, Biathlon
- 2. Platz im 7-km-Lauf, Biathlon
- 2. Platz im 12,5-km-Lauf, Biathlon
- 3. Platz im 15-km-Lauf, klassisch

### Paralympic Winter-Weltcup
- 2005/2006: Skilanglauf: 3. Platz, Biathlon, 3. Platz
- 2006/2007: Skilanglauf: 2. Platz
- 2007/2008: Skilanglauf: 7. Platz, Biathlon: 6. Platz
- 2008/2009: Skilanglauf: 7. Platz, Biathlon: 3. Platz
- 2009/2010: Skilanglauf: 4. Platz, Biathlon: 7. Platz
- 2010/2011: Skilanglauf: 4. Platz, Biathlon: 4. Platz
- 2011/2012: Skilanglauf: 1. Platz (crystal globe[5]), Biathlon: 2. Platz

## Auszeichnungen
- 2006: Ritter des Orden Polonia Restituta[6]
- 2006: Für die Verdienste um den Sport (Za Zasługi dla Sportu)[7]
- Bester Behindertensportler (najlepszy sportowiec z niepełnosprawnością) 2006[8], 2010[9], 2011[1]